# ثيودور سيراس كارب
ثيودور سيراس كارب (بالإنجليزية: Theodore Cyrus Karp)‏ هو عالم موسيقى أمريكي، ولد في 17 يوليو 1926، وتوفي في 5 نوفمبر 2015.